# Esteve II de Penthièvre
Esteve II de Penthièvre conegut com a Esteve el Leprós (mort el 1164) fill gran del comte de Penthièvre Geoffroy II de Penthièvre, fou comte de Lamballe i de Penthièvre de 1148 a 1164. Cogovernava junt amb el seu germà germà Rival·ló de Penthièvre, que va governar a Montcour, i el fill del qual Geoffroy III de Penthièvre va succeir a Esteve II el 1164.

## Biografia
Esteve II de Penthièvre era el fill gran de Geoffroy II de Penthièvre i en la partició va rebre Lamballe a vegades anomenat comtat però de fet només una senyoria del de Penthièvre. El seu germà cogovernant desapareix de les fonts el 1152 però hauria viscut encara uns anys més fins vers 1162. Esteve li va sobreviure en uns dos anys o més i va morir el 1164 sense deixar successió; l'herència va recaure en el seu nebot.

## Matrimoni i fills
Per la seva malaltia Esteve II no es va casar ni va tenir fills.